# Острец (Родопи)
Вижте пояснителната страница за други значения на Острец.
Острец е връх в Северозападните Родопи край Велинград. Затваря от запад Чепинската котловина и е най-високата точка между ридовете Алабак и Сюткя. От върха се откриват гледки към планините Пирин, Рила, Родопите и Чепинската котловина. Върхът има две кулминации — Малък и Голям Острец.
Върху западната кулминация на върха, ориентирана в посока югоизток-северозапад, е открито тракийско светилище при разкопки, ръководени от проф. Диана Гергова през 2009 г. Преди това несистематични сондажни проучвания са правени през 1989 г. от ст.н.с. Мечислав Домарадски. Светилището е било обект и на иманярска дейност.
При разкопките през 2009 г. са открити фрагменти от култова керамика, предмети и накити на тракийското племе беси. Намерен железен жезъл, завършващ с две змийски глави и с дръжка с канелирана украса, подсказва връзката на светилището с бог Дионис, наричан още Сабазий. Сред накитите са открити бронзови фибули от ранножелязната епоха (8-7 в. пр. Хр.), глинени магически предмети, фрагменти от капаци на преносими глинени олтари, сребърна тетрадрахма от I в. пр. Хр., монети от времето на Констанций II, на Констанций Гал, Валентиниан I, Валент, Теодосий I, както и неопроделяеми монети от края на 4 – началото на 5 в.
Върху североизточната кулминация, известна като Гергевана, са открити руините от няколко последователни християнски храма – раннохристиянска базилика и средновековни църкви, както и тракийска керамика.